# Šlezijsko vojvodstvo
Šlezijsko vojvodstvo (poljsko województwo śląskie) je vojvodstvo (provinca) na jugu Poljske s površino 12.333 km² in 4,52 milijona prebivalcev. Sedež vojvodstva je Katovice. Druga večja mesta so Čenstohova, Sosnowiec, Gliwice, Zabrze, Bielsko-Biała in Bytom.
Je regija z visoko koncentracijo prebivalstva in industrije. Ime vojvodstva se navezuje na Šlezije. Meje vojvodstva ne zajemajo zgodovinskih regij. Na primer, Čenstohova pripada vojvodstvu, vendar ne spada v zgodovinsko Šlezijo.

## Galerija
- Grb
- Lokacijo
- Zemljevid